# How to Steal a Dragon's Sword
 How to Steal a Dragon's Sword  (no Brasil,  Como Roubar a Espada de um Dragão) é o nono livro da série Como Treinar Seu Dragão, escrita e ilustrada pela autora bestseller Cressida Cowel. Foi lançado no Reino Unido em 2011 pela Editora Hodder Children's Books e no Brasil em abril de 2013 pela Editora Intrínseca.

## Sinopse
Soluço Spantosicus Strondus III foi um extraordinário Herói viquingue. Chefe guerreiro, mestre no combate com espadas e naturalista amador, era conhecido por todo o território viquingue como "O encantador de dragões", devido ao poder que exercia sobre as terríveis feras.
Tempos difíceis se aproximam do Arquipélago Barbárico, e a salvação, novamente, está nas mãos de Soluço Spantosicus Strondus III, o mais grandioso Herói viquingue já visto, e de Banguela, seu desobediente dragão de caça.
Tudo começa quando jovens de todo o Arquipélago partem em uma árdua jornada até a Escola de Esgrima de Fogo Fugaz, para provar seu valor e se tornar Guerreiros das Tribos. Mas, para chegar lá, eles precisam escalar até o topo da Montanha Furiosa, em uma subida íngreme de dois dias e uma noite. Antes de partir, Soluço foi advertido pelo Velho Enrugado: "Um perigo terrível os aguarda na Escola de Esgrima de Fogo Fugaz... O mundo irá precisar de um Herói, e este pode muito bem ser você... E lembre-se: cuide de sua espada, Soluço, pois é a espada que mostra o caminho..."
Uma Rebelião de Dragões ameaça a vida de todos os humanos, e Alvin, o Traiçoeiro, pode acabar se tornando o próximo Rei do Oeste Mais Selvagem. Conseguirá Soluço manter-se firme com sua espada e impedir que o mal vença?

## Enredo
Maus tempos cercam o Arquipélago, e desde então os bosques de Berserk foram incendiados, como se o mundo estivesse amaldiçoado. Soluço e outros jovens guerreiros são trazidos para a ilha onde a Escola de Esgrima de Fogo Fugaz espera por eles. As crianças terão três semanas na escola para treinar sua Esgrima, pois no dia de Ano Novo haverá uma competição de luta de espadas, no qual o vencedor é declarado um novo guerreiro de sua tribo. Os jovens têm de escalar o penhasco para chegar a escola (os outros vão pela escada) e são atacados por um bando de dragões de espécies diferentes, o que é um comportamento incomum para os dragões. O plano inteligente de Soluço salva-os da morte. Uma vez na escola, os garotos veem que não há quase ninguém lá. Pior ainda, a única pessoa lá é a bruxa malvada Excelinor, a mãe de Alvin, o Traiçoeiro, que agora é a bruxa do castelo. Ela diz a todos que os dragões estão se revoltando em uma "Fúria Vermelha" e são comandados pelo dragão Furioso, que foi um ano antes libertado por Soluço. Ela diz que as tribos que uma competição de esgrima devem ser usada para encontrar o próximo Rei do Oeste Mais Selvagem. Ela diz a eles que Barbadura, o Terrível, o último Rei do Oeste Mais Selvagem, deixou uma profecia segundo a qual o próximo rei seria aquele que possuiria as Coisas Perdidos do Rei: um dragão sem dentes, a segunda melhor espada e o escudo romano Barbadura, uma flecha da terra que não existe, a pedra do coração, a chave que abre todas as fechaduras, a coisa que tiquetaqueia, o Trono, a Coroa e a Joia do Dragão. Soluço tem todas essas coisas, exceto o trono (embora ele saiba onde está), a Coroa, e a Joia do Dragão. Enquanto isso, a bruxa garante que seu filho Alvin não tem adversários durante a competição.
Soluço encontra a coroa sob a escola de Fogo Fugaz, junto com um dragão chamado Presa-de-Odin, um velho dragão que foi colocado para proteger a coroa por Barbadura,o Terrível. Presa-de-Odin diz que ele foi quem deu ao primeiro Soluço a Joia do Dragão. Soluço volta para a cabana e a bruxa o ataca, mas ele era imune ao veneno de Vorpente Venenosa da bruxa. Na competição, Alvin fica em terceiro e a final é disputada por Soluço e seu pai, com Soluço saindo vitorioso. Soluço é declarado vencedor e diz as tribos que ele quer libertar todos os dragões de modo que não haveria revolta. Ele quer abolir a escravidão para os seres humanos e dragões. A maioria das tribos concordar com isso, mas depois, quando tudo parece bem, Melequento joga uma pedra na cabeça de Soluço, derrubando seu capacete e revelando que ele tem a Marca dos Escravos. Todo mundo fica chocado. O Marca dos Escravos é a marca final da vergonha. Uma vez que ele tem a Marca dos Escravos, Soluço é automaticamente um escravo, desqualificado da competição, exilado de sua tribo, e nunca poderia se tornar chefe, muito menos um rei. Stoico, o pai de Soluço, também é banido, porque ele sabia que Soluço era um "nanico", e, portanto, não deveria ter sido parte de sua tribo, em primeiro lugar, mas em sim abandonado quando bebê. Todo vira as costas para eles, exceto Perna-de-Peixe, que dá a Soluço seu colar de pata de lagosta, a única coisa Perna-de-Peixe tem de seus pais. Alvin é o novo rei, e declara guerra aos dragões. Furioso chega e começa a guerra. Apenas Caminhante do Vento e Banguela permanecem fiéis, deixam Soluço em segurança.
Ele é seguido pelos dragões, que pensam que ele tem a Joia do Dragão, a única coisa que conseguia parar os dragões agora. Durante de perseguição, ele cai inconsciente e acorda seguro em uma caverna. Soluço agora está sozinho, um pária, um exilado, sem espada, sem capacete, com somente Caminhante do Vento, Banguela e Presa-de-Odin ao seu lado. Soluço entra em desespero, até que ele descobre que, na verdade, tem o mapa para encontrar a Joia do Dragão, que estava escondido no punho da sua espada e que ele tinha retirado e guardado no bolso. O veneno em suas mãos molha o papel e revela o mapa oculto, junto com a vontade secreta de Barbadura.

## Capítulos
Segue uma lista com o nome dos capítulos do livro em português do Brasil conforme a tradução da Editora Intrínseca.
| Cap. |  | Brasil                                                 |
| ---- |  | ------------------------------------------------------ |
| #    |  | Prólogo, por Soluço Spantosicus Strondus III           |
| 1    |  | O melhor dia da sua vida (Só que não)                  |
| 2    |  | Antes de mais nada, por que estavam lá                 |
| 3    |  | Enfrentando o problema                                 |
| 4    |  | Um jogo de esconde-esconde                             |
| 5    |  | Algo asqueroso no caldeirão                            |
| 6    |  | Encrencas na escola                                    |
| 7    |  | Sorte lida, melhor lida                                |
| 8    |  | Ah, pelo amor de Thor                                  |
| 9    |  | Para baixo e além                                      |
| 10   |  | Você tem o que é preciso para ser um Herói?            |
| 11   |  | Dilaceradores e Lesmas Elétricas                       |
| 12   |  | O Reino Perdido do Oeste Mais Selvagem                 |
| 13   |  | Calcem seus Patins!!!!                                 |
| 14   |  | A Bruxa Má do Oeste Mais Selvagem                      |
| 15   |  | "Tudo corre surpreendente bem na competição de esgrima |
| 16   |  | As coisas já começam a dar errado                      |
| 17   |  | Ainda dando errado                                     |
| 18   |  | Libertando os dragões                                  |
| 19   |  | Virando as costas                                      |
| 20   |  | O triunfo do Traiçoeiro                                |
| 21   |  | O colapso do castelo                                   |
| 22   |  | Fúria Vermelha                                         |
| 23   |  | Voe, Caminhante do Vento, Voe                          |
| 24   |  | A caçada ao garoto                                     |